# Pere de Queralt i d'Anglesola
Pere de Queralt i d'Anglesola (? - Esglésies, Regne de Sardenya, 1323-1324) va ser baró de Queralt (Pere IV), fill de Pere de Queralt i Margelina d'Anglesola, casat amb Francesca de Castellnou, senyora de Ceret, vers 1302.
Pere participa en la guerra contra Castella pel regne de Múrcia (1296-1304), període durant el qual va ser nomenat procurador reial de València (1301-1302). Negocia sense èxit amb els templers el setge de Montsó (1308). L'any següent, segueix servint Jaume II en la conquesta d'Almeria (1309). Juntament amb els cancellers Pere de Boïl i d'Aragó i, Guillem Olomar, assisteix al Concili de Viena per defensar els interessos en l'afer de l'abolició de l'orde del Temple i el traspàs dels seus béns. El 1314 adquireix el feu de Vespella, fins llavors possessió de la monarquia. Existeix un buit documental sobre la seva figura en la segona meitat d'aquesta dècada. Entre 1320 i 1322 exerceix de procurador del regne de Valencià della Xixona.

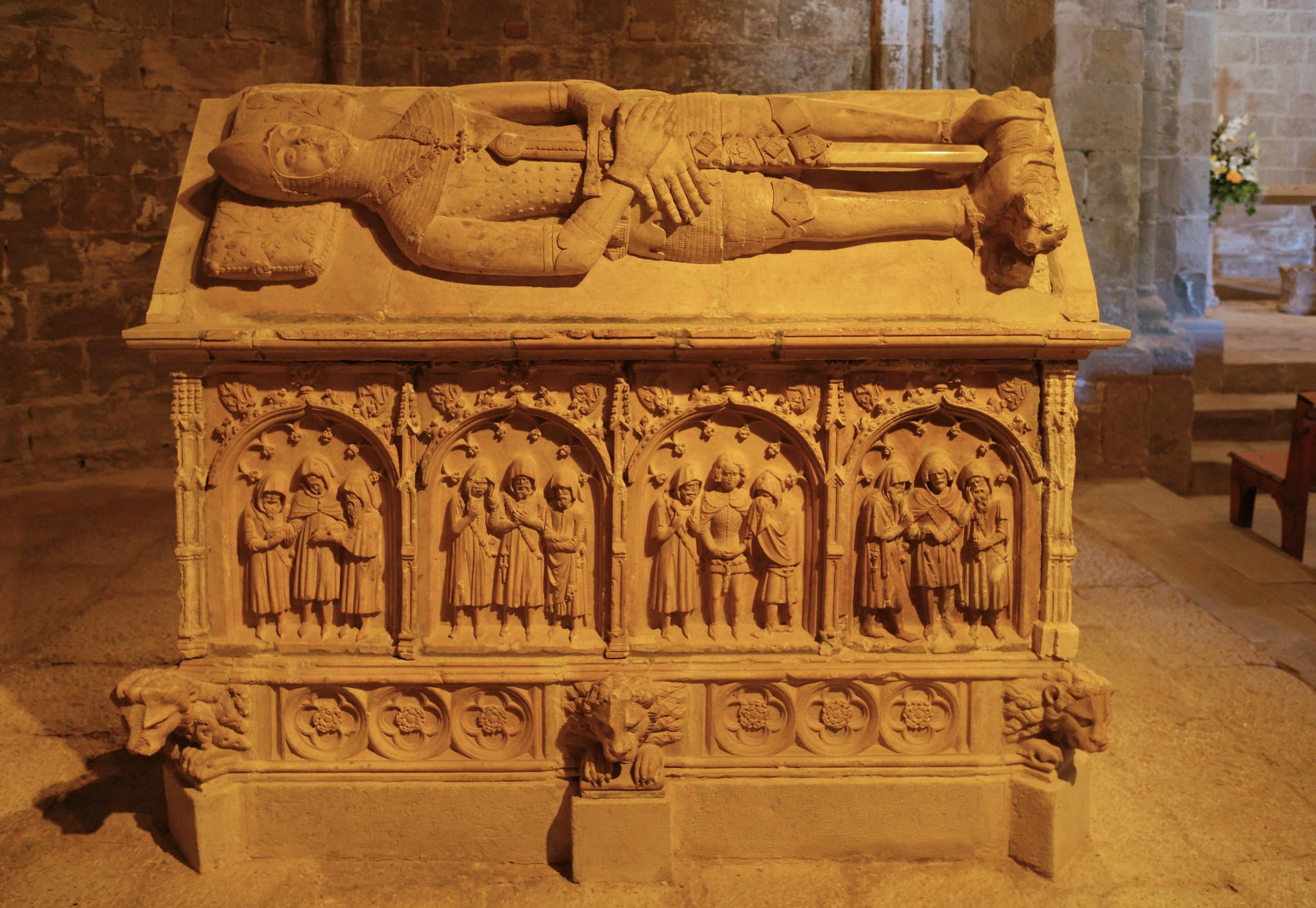
Cenotafi de Pere de Queralt i d'Anglesola

Juntament amb el primogènit Guillem, el 30 de maig de 1323 s'embarcar des de Port Fangós fins a Sardenya, a les ordres de l'infant Alfons. Va morir a Esglésies poc després d'haver aconseguit conquerir la ciutat.